# Ibrahim Ba
Ibrahim N’Goma Ba (* 12. Januar 1973 in Dakar, Senegal) ist ein ehemaliger französischer Fußballspieler. Er war zuletzt bei AC Mailand unter Vertrag.

## Karriere

### Verein
Ba startete seine Karriere 1991 beim französischen Klub Le Havre AC, der weltweit bekannt für seine gute Jugendarbeit ist. Bis 1996 absolvierte er insgesamt 128 Spiele für Le Havre, ehe er zu Girondins Bordeaux verkauft wurde. Mit der Girondins erreichte er das Ligapokalfinale, ehe er nach nur einem Jahr für 12 Millionen Euro zum AC Mailand wechselte. In Italien konnte er sich jedoch nicht durchsetzen und saß oft nur auf der Bank. Also verlieh man ihn 1999 an den AC Perugia. Nachdem das Leihgeschäft zu Ende war, wurde er direkt wieder ausgeliehen, diesmal in seine Heimat zu Olympique Marseille. In der Hafenstadt war er ebenfalls nur Ersatzspieler und machte nur 9 Spiele für „OM“. Danach kehrte er zu Milan zurück und spielte bis zum UEFA Champions League Triumph 2003 dort. Nach den eher erfolglosen Stationen Bolton Wanderers, Çaykur Rizespor und Djurgårdens IF kehrte er 2006 nach Italien zurück. Er hielt sich beim Varese FC fit, ohne dort mit einem Vertrag ausgestattet zu sein. Zur Saison 2007/08 kehrte er zum AC Mailand zurück, wo er seine Karriere am Saisonende beendete. Ba ist seit Sommer 2008 als Scout für den afrikanischen Kontinent beim AC Mailand tätig.

### Nationalmannschaft
Ba debütierte im Jahr 1997 für die französische Fußballnationalmannschaft. Er galt lange als Kandidat für die Fußball-Weltmeisterschaft 1998 im eigenen Land, doch er wurde von Nationaltrainer Aimé Jacquet nicht in den 22-köpfigen Kader berufen. 1998 machte er sein letztes Länderspiel für die „Equipe Tricolore“. Für Ba stehen insgesamt acht Einsätze zu Buche.